# Episodi di Benson (quinta stagione)
La quinta stagione della serie televisiva Benson è stata trasmessa in anteprima negli Stati Uniti d'America dalla ABC tra il 16 settembre 1983 e il 4 maggio 1984.
| nº | Titolo originale                | Titolo italiano | Prima TV USA      | Prima TV Italia |
| -- | ------------------------------- | --------------- | ----------------- | --------------- |
| 1  | Band of Gold                    |                 | 16 settembre 1983 |                 |
| 2  | Human Element                   |                 | 23 settembre 1983 |                 |
| 3  | God, I Need This Job            |                 | 30 settembre 1983 |                 |
| 4  | Who's Arnold?                   |                 | 7 ottobre 1983    |                 |
| 5  | Full Court Press                |                 | 21 ottobre 1983   |                 |
| 6  | Down the Drain                  |                 | 28 ottobre 1983   |                 |
| 7  | It Ain't Sheik                  |                 | 4 novembre 1983   |                 |
| 8  | You Can't Give It Away          |                 | 11 novembre 1983  |                 |
| 9  | Katie's Cookies                 |                 | 18 novembre 1983  |                 |
| 10 | Labor Pains                     |                 | 25 novembre 1983  |                 |
| 11 | Unlisted Love                   |                 | 2 dicembre 1983   |                 |
| 12 | The Governor's Brain Is Missing |                 | 16 dicembre 1983  |                 |
| 13 | A Real Gone Daddy               |                 | 23 dicembre 1983  |                 |
| 14 | Too Pooped to Pip               |                 | 6 gennaio 1984    |                 |
| 15 | In All the Wrong Places         |                 | 13 gennaio 1984   |                 |
| 16 | Embarrassing Moments            |                 | 20 gennaio 1984   |                 |
| 17 | Take My Life, Please            |                 | 27 gennaio 1984   |                 |
| 18 | Beauty and the Beef             |                 | 3 febbraio 1984   |                 |
| 19 | We Deliver                      |                 | 24 febbraio 1984  |                 |
| 20 | The Endicott Dynasty            |                 | 2 marzo 1984      |                 |
| 21 | The Little Hotel That Could     |                 | 9 marzo 1984      |                 |
| 22 | Let's Play Doctor               |                 | 4 maggio 1984     |                 |